# 貝齊寮播棋
貝齊寮播棋（Katro），是流行於馬達加斯加南部貝齊寮人的兩人棋類，是種播棋類。

## 棋具
- 長方形棋盤，挖有每排六個棋洞，共四排或六。兩方各控制最近的半盤。每方只能自己的棋洞分投。

- 初始佈置時，每洞有兩顆棋子。

| 2 | 2 | 2 | 2 | 2 | 2 |
| 2 | 2 | 2 | 2 | 2 | 2 |
| 2 | 2 | 2 | 2 | 2 | 2 |
|   |   |   |   |   |   |
| 2 | 2 | 2 | 2 | 2 | 2 |
| 2 | 2 | 2 | 2 | 2 | 2 |
| 2 | 2 | 2 | 2 | 2 | 2 |

初始佈置

## 棋規
- 雙方輪流從己方最底排的任一洞取出該洞的所有棋子，選擇順或逆時針方向分配到其他的洞中，一洞分配一顆，直到分配完，範圍環繞只限定在己方控制的棋洞中。最後分配的一顆棋子若落在有棋子的洞中時，需再從該洞以同方向再進行分配動作，直到最後分配的棋子落在無棋子的洞中。如果最後分配的一顆棋子若落在己方最上排有棋子的洞中，並且正對面的對方最上排棋洞有棋子，則進行分配動作連同對方該棋子一同取走分配。

- 如果是六排的棋盤，則分配時採用牛耕式轉行書寫法，當分投至己方最上排最右或最左洞時，回到同行的底排洞繼續分投。

- 當無法行棋時輸掉遊戲。[1]

## 外部連結
- 遊戲介紹